# Kutlovo (Kuršumlija)
Kutlovo (em cirílico: Кутлово) é uma vila da Sérvia localizada no município de Kuršumlija, pertencente ao distrito de Toplica, na região de Toplica. A sua população era de 17 habitantes segundo o censo de 2011.

## Demografia
| 1948 | 1953 | 1961 | 1971 | 1981 | 1991 | 2002 | 2011 |
| ---- | ---- | ---- | ---- | ---- | ---- | ---- | ---- |
| 256  | 276  | 247  | 147  | 81   | 37   | 37   | 17   |